# Sharp MZ 700
Sharp MZ 700 (MZ 700) је кућни рачунар фирме Шарп (Sharp) који је почео да се производи у Јапану током 1983. године.
Користио је Sharp LH-0080 (Zilog Z80 A компатибилан) микропроцесорску јединицу а РАМ меморија рачунара је имала капацитет од 64 KB. 
Као оперативни систем кориштен је опциони CP/M са флопи-диск уређајем.

## Детаљни подаци
Детаљнији подаци о рачунару MZ 700 су дати у табели испод.
|                       |                                                                    |
| [ 1 ]                 |                                                                    |
| Произвођач            | Шарп                                                               |
| Тип                   | кућни рачунар                                                      |
| Меморија              | 64                                                                 |
| Поријекло             | Јапан                                                              |
| Година                | 1983                                                               |
| Тастатура             | пуни помак, 69 тастера са 5 функцијских тастера и 4 тастера смјера |
| Процесор              |                                                                    |
| Фреквенција процесора | 4                                                                  |
| RAM                   | 64                                                                 |
| ROM                   | 2                                                                  |
| Текст                 | 40 x 25                                                            |
| Графика               | 50 x 80                                                            |
| Боја                  | 8                                                                  |
| Звук                  | један канал, 3 октава                                              |
| Димензије             | 44 (ширина) x 30,5 (дубина) x 8,5 (висина)                         |
| Портови               |                                                                    |
| Оперативни систем     |                                                                    |